# Euchromia epa
Euchromia epa là một loài bướm đêm thuộc phân họ Arctiinae, họ Erebidae.